# Stefan Wesołowski

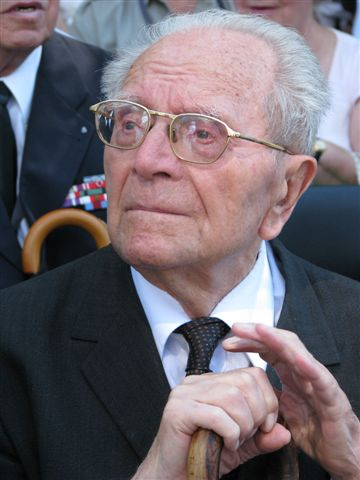
Stefan Wesolowski

Stefan Wesołowski (* 16. August 1908 in Kamienica bei Płońsk; † 26. Dezember 2009 in Warschau) war ein polnischer Urologe. Von 1954 bis 1978 war er Vorstand der Urologischen Klinik der Universität Warschau.

## Leben
Wesołowskis Eltern waren der Bauer und Sattler Stanisław Wesołowski (1867–1934) und Wanda Wesołowska geb. Napiórkowski (1871–1960). Seinen Vater verehrte er. Nach Privatunterricht besuchte er die Grundschule in Szczytno. 1919 kam er auf das Gymnasium in Płońsk, das er wegen hoher Studiengebühren 1922 verlassen musste. Ab 1923 besuchte das (kostenlose) Gymnasium in Dubno, Wolhynien. In Płońsk wuchs er mit der deutschen, in Dubno mit der polnischen Sprache auf. In Dubno zeigten sich Wesołowskis künstlerische Begabungen: Er nahm an einem Literatur- und Schauspielverein teil, spielte Trompete und Kornett in einem Orchester und sang in einem Chor. Im Juni 1927 bestand er die Abiturprüfung. Ein Stipendium des Dubnoer Starosten von jährlich 600 Złoty ermöglichte ihm ein Medizinstudium an der Universität Warschau. 

### Theater

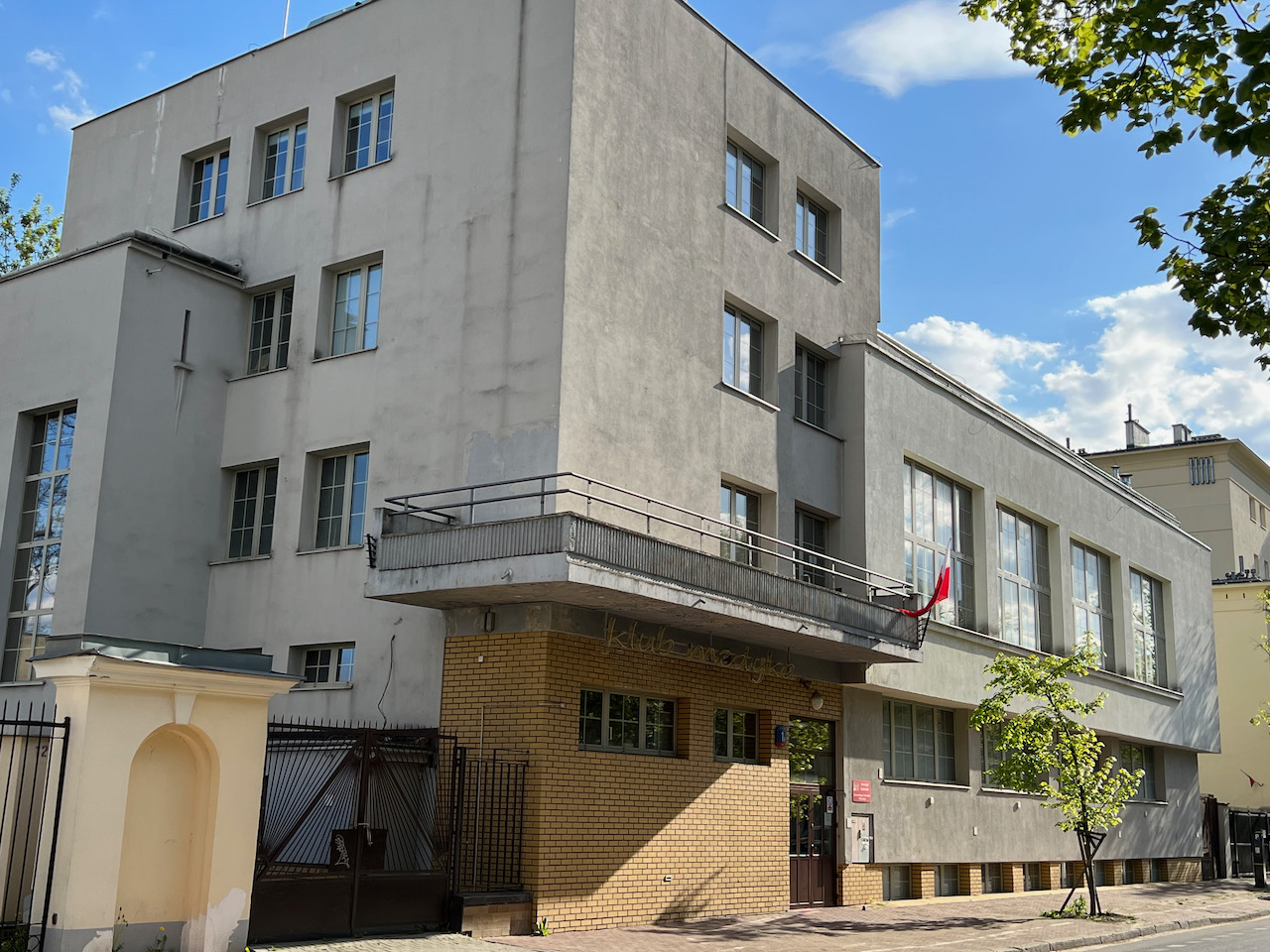
Dom Medyk (2022)

Wie schon an dem nach Stanisław Konarski benannten Gymnasium in Dubno engagierte er sich als Medizinstudent in Warschau im Laienspiel. Seine Bewerbungen um einen Ausbildungsplatz am Staatlichen Theaterinstitut wurden von Aleksander Zelwerowicz abgelehnt. Im Medizinerverband der Selbsthilfevereinigung leitete er die sozial-künstlerische Abteilung. Er zog die „Medizinische Krippe“ auf, ein studentisches Kabarett, in dem neben Medizinern auch Studenten der Schauspielschule auftraten, darunter Elżbieta Barszczewska, Henryk Borowski und Stefan Śródka. Das Ensemble tourte mehrmals durch Polen. Alle Einnahmen wurden für den Bau des Medyk-Hauses verwendet. Von Stanisław Odyniec-Dobrowolski entworfen, wurde es am 22. Februar 1936 eröffnet. Der „Medyk“ war jahrelang der berühmteste polnische Studentenclub. In seiner Blütezeit zog er die größten Künstler an, unter anderem Krzysztof Komeda, Ewa Demarczyk, Jacek Kleyff, Zbigniew Hołdys und Kuba Sienkiewicz. 1964 war Marlene Dietrich zu Gast. Medyk war auch der Ort wichtiger politischer und gesellschaftlicher Ereignisse, so auch der März-Unruhen 1968 in Polen. Der unscheinbare Bau in der Stadtmitte Warschaus (ul. Oczki 7) besteht noch heute. Dem Club stehen auf drei Etagen 1.000 m2 Nutzfläche zur Verfügung. Die Liebe zum Theater bewahrte sich Wesołowski zeitlebens. Sie bescherte ihm viele Freundschaften in der Theaterwelt. Bei seiner Beerdigung hielt der Schauspieler Ignacy Gogolewski eine Grabrede.

### Ausbildung
Das  Staatsexamen bestand er am 30. Juni 1933. Von September 1934 bis März 1935 diente er in der Kadettenschule für Reserve-Sanitätsoffiziere in Warschau. Nach der chirurgischen Grundausbildung war er 1936–1942 Assistent und Oberassistent bei Wacław Lilpop (1884–1949), der am St. Łazarza in Warschau eine Urologieabteilung mit 100 Betten leitete. Im August 1937 hospitierte er bei dem jungen Wilhelm Heckenbach (1899–1939) am St. Hedwig-Krankenhaus in Berlin. Mit 250 Betten war die Urologie die größte Abteilung in Europa. Er schaute auch Otto Ringleb in der Charité und dessen Schüler Karl Heusch im Virchow-Krankenhaus über die Schulter. Nach seiner Rückkehr machte er sich an Leichen mit der Anatomie des Wirbelkanals vertraut. Mit der Erlaubnis von Lilpop unternahm er an 34 Patienten die ersten Versuche mit Periduralanästhesie. Am 9. Dezember 1938 wurde er in Warschau zum Doctor medicinae promoviert.

### Kriegsjahre
Als die Wehrmacht in der Zweiten Polnischen Republik einfiel, diente Wesolowski in den Polnischen Streitkräften als Chirurg in Krankenhäusern von Toruń, Żychlin, Dobrzelin und Sochaczew. Im polnischen Untergrund aktiv, war er ab 1943  Assistenzarzt in der Chirurgie des Warschauer Wolski-Krankenhauses. Geleitet wurde sie von Leon Manteuffel-Szoege (1904–1973). Das Massaker von Wola am 5. August 1944 überlebten nur drei Ärzte: Manteuffel-Szoege, Wesołowski und Zbigniew Woźniewski (1914–1969). Bis zum Ende des Warschauer Aufstands war Wesołowski im Infektionskrankenhaus (ul. Wolska 37). Nach der Niederschlagung des Aufstands floh er nach Piotrków Trybunalski (Petrikau). Dort war er chirurgischer Assistent im Städtischen Krankenhaus.

### Nachkriegszeit
Am 1. Juni 1945 nahm er seine Arbeit im Wolski-Krankenhaus in Warschau wieder auf. 1948–1950 war er Assistenzprofessor an der Klinik für Urologie der Medizinischen Fakultät der Universität Warschau.
1949 gehörte er zu den Gründern der Polnischen Urologischen Gesellschaft. Als Sekretär (1949–1954) und Vizepräsident (1956–1958) sorgte er für die Etablierung des Fachs in der Volksrepublik Polen. 1950–1953 war er stellvertretender Leiter der Abteilung für Urologie am Städtischen Krankenhaus Nr. 1 in Warschau-Czysty. 1951 habilitierte er sich über die Harnableitung. Ab 1951 leitete er elf Jahre lang die urologische Abteilung vom Wolski-Krankenhaus. Zudem war er bis 1974 beratender Urologe im Gesundheitsministerium. 1954 zum a.o. Professor ernannt, übernahm er auch (bis 1978) die Position des Leiters der Klinik für Urologie der Medizinischen Akademie. Zu seinen Patienten gehörten Stefan Wyszyński, Jarosław Iwaszkiewicz, Tadeusz Breza, Stefan Wiechecki und Mieczysław Fogg. 1976 wurde er zum o. Professor ernannt. 1980 zog er nach Libyen, wo er als Professor an der Garyounis Universität in Bengasi lehrte und als Urologe im Krankenhaus von Sirte praktizierte. Seit 1985 wieder in Polen, arbeitete er vom 1. Januar 1986 bis Mai 1992 als Urologe im Woiwodschaftskrankenhaus in Ciechanów. 1992 beendete er seine ärztliche Tätigkeit.
Mit 101 Jahren gestorben, wurde er auf dem Powązki-Friedhof beigesetzt.

## Ehe und Nachfahren
Verheiratet war Wesołowski seit dem 8. Dezember 1937 mit Zofia Flaszyńska (1911–1993). Der Ehe entstammen die Tochter Anna Wesołowska-Szegidewicz (1941) und der Sohn Stanisław (1943).

## Publikationen
- mit Friedrich Voelcker und Hans Wildbolz (Hrsg.): Lehrbuch der Urologie, 2 Bde. 1926–1929.
- Der Chirurg und der Krieg, in: Tagebücher der Chirurgen (Sammelwerk; Vorwort von Maciej Iłowiecki; Spółdzielnia Wydawnicza „Czytelnik“ 1972, 1974)
- Ureterverletzungen. 1980, ISBN 83-200-0306-7.
- Erinnerungen (Polnische Urologische Gesellschaft 2003, ISBN  83-912110-1-0; erweiterte Ausgabe 2, Vom Kabarett zum Skalpell und Lazarett; Zeichnungen von Sławomir Szpakowski. AWES 2006, ISBN 83-920829-5-8)
- Reife Jahre (Fortsetzung der Erinnerungen). AWES 2008.
- (Redakteur) Zbigniew Woźniewski, Berichtsbuch des diensthabenden Arztes. Wolski-Krankenhaus während des Warschauer Aufstands (Autor des Vorworts; zusammengestellt von Maria Gepner-Woźniewska; Staatliches Verlagsinstitut 1974)

## Mitgliedschaften
- Gesellschaft Polnischer Chirurgen (seit 1936, Sekretär der Niederlassung Warschau 1947–1949, Ehrenmitglied seit 1983)
- Société internationale d'urologie (1947)
- Präsident (1960–1962) und Ehrenmitglied (ab 1974) der Polnischen Urologischen Gesellschaft
- Korrespondierendes Mitglied der Deutschen Gesellschaft für Urologie (1955)
- Korrespondierendes Mitglied der Association française d'urologie (1956)
- Associé étranger de l'Académie de chirurgie (1961)
- Royal Society of Medicine (1964)
- Ungarische Urologische Gesellschaft (1968)
- British Association of Urological Surgeons (1972)
- Mitbegründer der Europäischen Gesellschaft für Urologie (1972)
- Società Italiana di Urologia (1977)
- Tschechoslowakische Urologische Gesellschaft (1978)
- Polnische Gesellschaft der Kinderchirurgen (1980)

## Ehrungen
- Orden Polonia Restituta
  - Ritterkreuz (1956)
  - Offizierskreuz (1964)
  - Kommandeurkreuz mit Stern (1974)
  - Großkreuz (3. Mai 2001, auf Beschluss des Präsidenten Aleksander Kwaśniewski „für herausragende Verdienste um die polnische Medizin, für Verdienste um die wissenschaftliche und didaktische Arbeit“)
- Tapferkeitskreuz (Polen), zweimal
- Verdienstkreuz der Republik Polen mit Schwertern (1946)
- Kreuz des Warschauer Aufstands (1982)
- Kreuz der Heimatarmee
- Medaille des Sieges und der Freiheit 1945
- Verdienter Arzt der Volksrepublik Polen (1984)
- Ehrendoktor der Medizinischen Akademie Breslau (1978)
- Ehrenbürger von Płońsk (1979)
- Ehrenmitglied des Verbandes Polnischer Bühnenkünstler (1999)

## Schriftenverzeichnis
Wesołowski schrieb 550 Publikationen zur Urologie und das erste Handbuch der Urologie in Polnischer Sprache. Er betreute 29 Dissertationen. Das Archiv der Deutschen Gesellschaft für Urologie verwahrt ein maschinenschriftliches Manuskript von Wesołowski über seine Eindrücke am Hedwig-Krankenhaus. Moll u. a. haben das Dokument zur Urologie in der NS-Zeit unverändert veröffentlicht.
- Halina Dusińska: Stefan Wesołowski. Bibliografia za lata 1931–1988. Główna Biblioteka Lekarska 1989.
- Halina Dusińska: Stefan Wesołowski. Bibliografia 1989–1997. Główna Biblioteka Lekarska 1997.